# Arabia felix
Arabia felix (latin för "lyckliga Arabien") är den antika romerska benämningen på sydvästra delen av Arabiska halvön. Romarna delade in arabvärlden i Arabia deserta, Arabia felix och Arabia petraea. 
Arabia felix är en översättning från ”Arabia Eudaimon” som är ett begrepp för området från tidig hellenistisk tid, använt bland annat av den grekiske geografen Eratosthenes (276 f.Kr.–194 f.Kr.), innan det fanns direkta handelsförbindelser mellan Medelhavet och Indien. Området var rikt och  välmående eftersom där fanns omlastningsplatser för handelsvarorna som transporterades mellan Indien och Medelhavet. Enligt Klaudios Ptolemaios gränsade Arabia Eudaimon till i norr Arabia Petraea och Arabia Deserta, i nordöst av Hormuzsundet,  i väster av Arabiska viken och  i söder av Röda havet.
Felix betyder, förutom lycklig, fruktbar och användes även i den meningen för området. Romarnas Arabia felix innebar även en något annan betydelse i den meningen att där fanns ett överflöd av väldoftande balsam.
I Periplus Maris Erythraei från 100-talet e.Kr. menas att eudaimon och felix är en översättning från namnet Jemen (landet till höger om man är vänd mot öster). Araber liksom greker och romare betraktade höger (arabiska jemen)  hand såsom lycklig eller välsignelsebringande.  
Det betraktas dock som en felöversättning.